# Asuka Sōryū Langley
Asuka Sōryū Langley (惣流 アスカ ラングレー?, Sōryū Asuka Rangurē) è uno dei protagonisti della serie televisiva anime Neon Genesis Evangelion, prodotta dallo studio Gainax e diretta da Hideaki Anno, e dell'omonimo manga scritto e illustrato da Yoshiyuki Sadamoto. Il personaggio compare nelle opere tratte dalla serie animata, nei manga spin-off, videogiochi, visual novel, nell'ONA Petit Eva - Evangelion@School e nella tetralogia cinematografica Rebuild of Evangelion. Nel doppiaggio originale è interpretata da Yūko Miyamura. Nell'adattamento italiano il suo ruolo è stato affidato a Ilaria Latini, a Domitilla D'Amico da bambina e a Sara Labidi nel ridoppiaggio di Netflix.
Nella serie animata originale Asuka è una ragazza orfana di madre che viene designata come Second Children dall'agenzia speciale Nerv per pilotare una gigantesca unità mecha nota come Eva-02 e combattere in tal modo, assieme ad altri piloti, contro degli esseri chiamati angeli. A causa di traumi emotivi vissuti durante l'infanzia ha sviluppato un carattere competitivo, arrogante ed egocentrico. Nel Rebuild of Evangelion il suo cognome giapponese è Shikinami (式波?) e la sua caratterizzazione differisce in maniera significativa rispetto alla sua incarnazione televisiva.
Il personaggio di Asuka ha goduto di una vasta popolarità tra il pubblico e gli appassionati di animazione, figurando in cima a sondaggi di popolarità e ottenendo vari riconoscimenti. Alcuni critici hanno biasimato la sua tracotanza e troppa arroganza; altri invece ne hanno apprezzato il realismo e l'introspezione psicologica.

## Concezione e sviluppo
Nelle prime fasi progettuali di Neon Genesis Evangelion il regista Hideaki Anno suggerì di inserire una ragazza simile ad Asuka nelle vesti del personaggio principale. Yoshiyuki Sadamoto, character designer della serie, si dimostrò riluttante all'idea di riproporre un personaggio femminile nel ruolo di protagonista dopo le precedenti opere della Gainax Punta al Top! GunBuster e Nadia - Il mistero della pietra azzurra; dichiarò: «Un robot dovrebbe essere pilotato da una persona preparata; che sia una donna o meno non fa nessuna differenza, ma non riesco a capire perché una ragazza dovrebbe pilotare un robot». Egli chiese quindi al regista di optare per un maschio, declassando la giovane al ruolo di coprotagonista. Egli stesso modellò il rapporto tra Asuka e Shinji Ikari sulla base di quello tra Nadia e Jean de Il mistero della pietra azzurra. Negli intenti iniziali di Sadamoto Asuka avrebbe dovuto rappresentare «il desiderio [di Shinji] per il sesso femminile», in opposizione alla «maternità» di Rei, e avrebbe dovuto essere la idol di Neon Genesis Evangelion. Anno pensò di raffigurarla come Nadia Arwol de Il mistero della pietra azzurra con un semplice cambio d'acconciatura. Nel progetto iniziale venne descritta come «una ragazza determinata» che tende ad adattarsi alla situazione, appassionata di videogiochi e che «aspira a diventare come Kaji». Nel diciannovesimo episodio, inoltre, si sarebbe dovuta ferire gravemente nel tentativo di proteggere Shinji, che avrebbe così «dimostrato il suo valore» cercando di salvarla a propria volta.

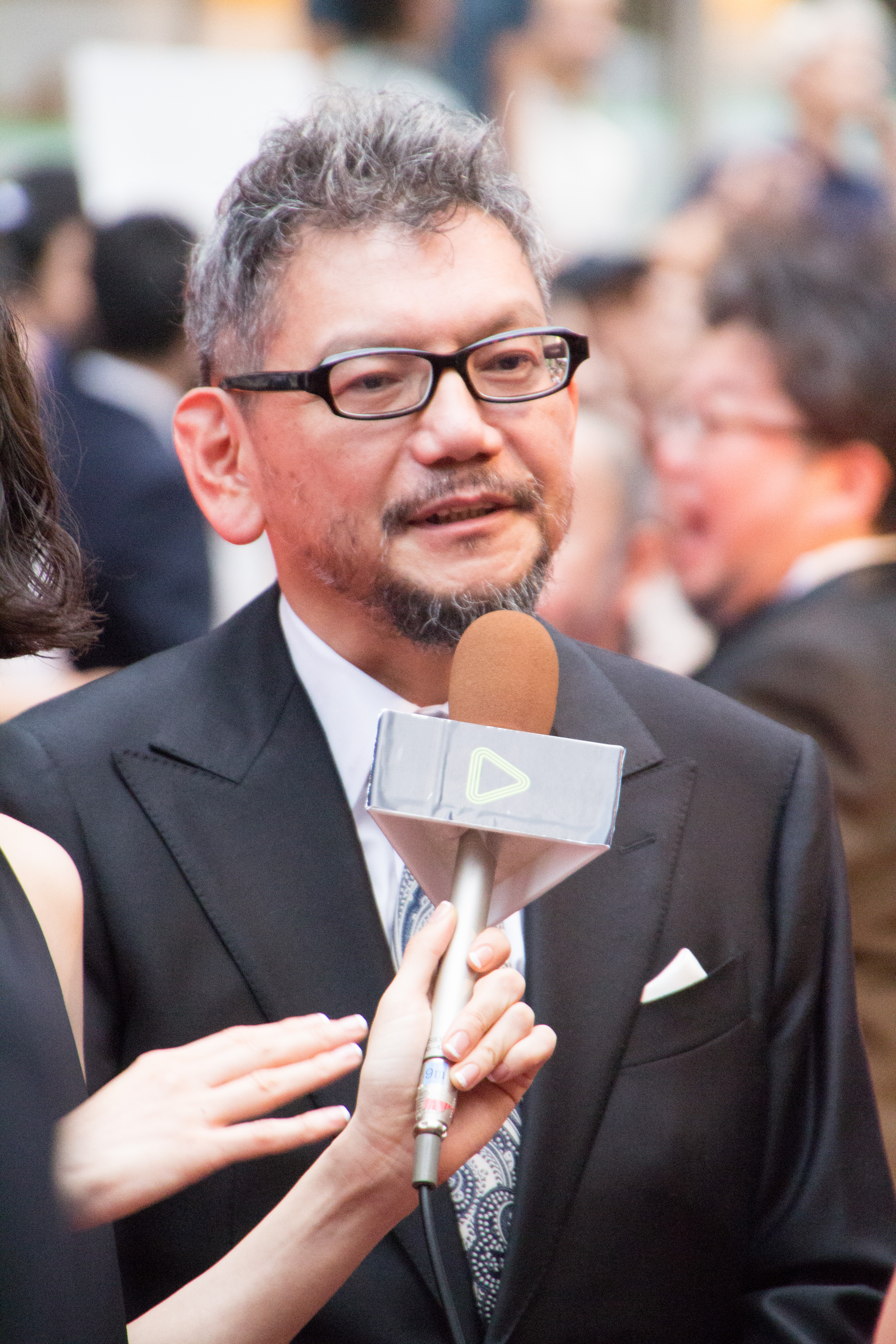
Hideaki Anno, regista e sceneggiatore di Neon Genesis Evangelion

Per il nome del personaggio Anno si ispirò a quello di Asuka Saki (砂姫 明日香?, Saki Asuka), protagonista del manga SuperGirl Asuka (超少女明日香?, Chōshōjo Asuka) di Shinji Wada; per il cognome invece fuse i nomi di due navi usate nella seconda guerra mondiale: la portaerei della Marina imperiale giapponese Soryu e la statunitense USS Langley. Nonostante le sue origini multietniche, la produzione decise di dare alla pelle di Asuka lo stesso colore di Rei Ayanami, un altro personaggio femminile di Neon Genesis Evangelion. Per i termini tedeschi usati nelle scene con Asuka si ricorse alle conoscenze base del membro americano della Gainax Michael House, acquisite alle superiori, e a un dizionario giapponese-tedesco preso in una biblioteca locale. Secondo Callum May di Anime News Network, la Gainax non si è curata molto della grammatica tedesca dei dialoghi, credendo che la serie non potesse mai incontrare abbastanza successo da essere vista da un pubblico madrelingua.
Per delineare la psicologia della ragazza il regista si basò sulla propria personalità, proprio come per gli altri personaggi. Inizialmente Asuka fu inserita per alleggerire i toni della serie. Anno dunque decise di farla apparire nell'ottavo episodio rappresentandola come una ragazza solare ed estroversa, e per renderne meglio il carattere adoperò alcune frasi ad effetto, come "Ma sei stupido?" o "Che occasione!"; solo in corso d'opera il regista decise di dare al personaggio un passato tragico e fragile. Durante la prima messa in onda della serie incominciò infatti a criticare gli appassionati di animazione, accusandoli di essere eccessivamente chiusi e introversi; perciò modificò l'atmosfera della seconda metà della serie, facendo diventare la trama più cupa, violenta e introspettiva. Tale cambio di rotta si rifletté anche sulla storia di Asuka: nonostante fosse stato introdotto in un ruolo essenzialmente positivo, il personaggio diventò sempre più drammatico e introverso, andando contro le aspettative e il principio di piacere degli spettatori.
Nel ventiduesimo episodio Anno volle focalizzarsi sulla situazione emotiva della ragazza, messa in difficoltà dal suo primo ciclo mestruale, ma non ritenendosi capace di esplorare una tematica prettamente femminile scelse di condensare il tutto in una sola scena. Anche l'interpretazione della Miyamura fu importante per lo sviluppo del personaggio. Negli ultimi episodi il regista inserì anche alcune scene in cui la raffigurò con dei semplici schizzi disegnati a mano, e rimase soddisfatto del risultato: «Quando disegnammo Asuka con un pennarello e Miyamura la doppiò era più Asuka di quanto non lo fosse mai stata». Negli intenti originali degli autori, inoltre, era previsto un lungo segmento di riprese dal vivo per Neon Genesis Evangelion: The End of Evangelion, lungometraggio del 1997 uscito come conclusione della serie televisiva originale. Il segmento originale verteva sul personaggio di Asuka, che si sarebbe svegliata in un appartamento dopo aver bevuto e passato la notte con Tōji Suzuhara, con il quale avrebbe intrapreso una relazione sessuale e sentimentale. Misato sarebbe stata la vicina della porta accanto, mentre Rei una collega di lavoro e una sua senpai, vivendo dunque un rapporto meno teso. Nell'universo alternativo del cortometraggio dal vivo Shinji non sarebbe mai esistito; però, camminando per le strade di Neo Tokyo-2, Asuka avrebbe sentito la voce del ragazzo chiamarla.

### Doppiaggio

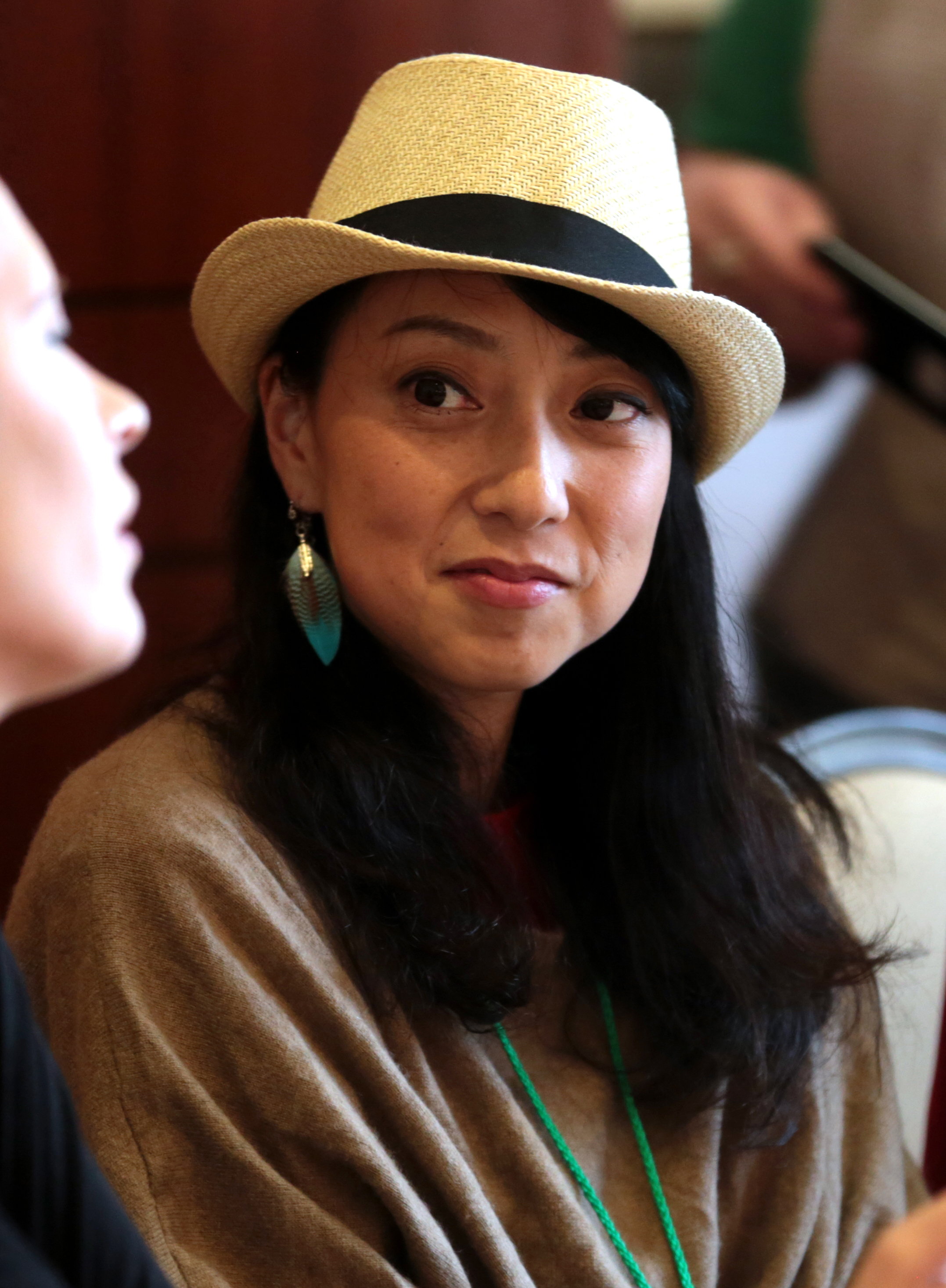
Yūko Miyamura, interprete giapponese di Asuka

Il personaggio di Asuka fu interpretato dalla seiyū Yūko Miyamura nella serie televisiva originale, in Death & Rebirth e The End of Evangelion, nella tetralogia cinematografica Rebuild of Evangelion e nei videogiochi tratti dalla serie, come Meitantei Evangelion e Shin seiki Evangelion - Kōtetsu no girlfriend 2nd. L'unica eccezione è una scena introspettiva del ventiduesimo episodio, in cui venne doppiata dagli altri membri femminili della troupe originale, come Kotono Mitsuishi, Megumi Hayashibara, Miki Nagasawa, Yuriko Yamaguchi e Junko Iwao. Per vari motivi non ci fu un'audizione per il ruolo di Asuka, e Miyamura inizialmente si presentò per quello di Rei. Era all'epoca ancora inesperta del campo, visto che era la sua prima audizione per una serie animata; non sapeva usare il microfono correttamente e doppiò Rei in maniera troppo energica, dunque alla fine la voce venne assegnata a Hayashibara. Dopo le fu chiesto se voleva dare voce ad un'altra protagonista, e, vista l'energia del personaggio, le venne assegnata Asuka.
Secondo la stessa Miyamura, il doppiaggio si rivelò difficile; per diversi anni desiderò «cancellare Evangelion» e dimenticare la sua esperienza. Verso la conclusione della prima messa in onda infatti la seiyū soffrì di bulimia e si ritrovò in uno stato psichico disastroso, simile a quello del suo personaggio. Miyamura ichiarò di essersi sentita «un kamikaze» durante il doppiaggio per The End of Evangelion. La doppiatrice si immedesimò così tanto nel personaggio da seguire un corso di conversazione in lingua tedesca, decidere delle battute della ragazza e definirne dei dettagli, come il pupazzo di stoffa a forma di scimmia presente nelle scene con Asuka piccola. Una sua idea, ad esempio, furono le frasi in tedesco che Asuka pronuncia nel ventiduesimo episodio della serie in una telefonata con la matrigna.
Al momento di doppiare l'ultima scena della pellicola The End of Evangelion, in cui Shinji Ikari strangola Asuka, Megumi Ogata, interprete di Shinji, imitò fisicamente il gesto e strozzò la collega. A causa dell'agitazione le strinse il collo troppo forte, rischiando di non farle recitare bene le altre battute del lungometraggio. Grazie al gesto di Ogata, comunque, Miyamura riuscì finalmente a produrre suoni realistici di uno strangolamento e la ringraziò. Ulteriori difficoltà si presentarono durante le sessioni di doppiaggio per Evangelion: 3.0 You Can (Not) Redo, ambientato quattordici anni dopo il precedente. Stando alla stessa Miyamura, la cosa le fece provare «sentimenti molto confusi» e «una costante sensazione di stordimento». Hideaki Anno non le spiegò dettagliatamente la trama e l'ambientazione del lungometraggio, complicandole il lavoro. Fu l'attrice a disegnare la nuova bambola di Asuka. All'inizio però non voleva tornare a doppiare il Rebuild ed era spaventata, vista la sofferenza causatale dalla serie originale.
L'attrice tornò nel ruolo anche nel capitolo conclusivo della saga, Evangelion: 3.0+1.0 Thrice Upon a Time. Durante la registrazione dovette doppiare una scena in cui il personaggio urla dal dolore mentre estrae un sigillo antiangelo dall'occhio. Quando registrò, i disegni della sequenza non erano ancora stati completati, dunque immaginò le scene ascoltando le spiegazioni del regista e cercando di fare del proprio meglio per sentire le sensazioni richieste. Urlando tentò di usare tutta la sua immaginazione e fece finta di pugnalarsi, come se le stessero strappando della carne di dosso. Anno e Kazuya Tsurumaki le diedero delle direttive dettagliate, chiedendole molto realismo. Anche il supporto di Megumi Ogata, doppiatrice di Shinji già abituata a urlare nelle scene di Eva, la aiutò nel processo. Ai tempi di You Can (Not) Advance inoltre Miyamura venne a conoscenza delle speculazioni degli appassionati, che ipotizzarono che Asuka fosse diventata un angelo, e l'attrice recitò seguendo quanto letto nelle teorie degli appassionati. L'ultima cosa che fece fu quella di scrivere, sotto richiesta del personale, il nome di Asuka Shikinami Langley a penna; però non sapeva come scrivere il cognome Langley e lo chiese ad altri. Miyamura interpretò Soryu e Shikinami come se fossero due personaggi diversi, ma entrambe con un forte desiderio di diventare persone migliori. Le sue sessioni finirono prima dello scoppio della pandemia da coronavirus; in seguito alcuni punti vennero ripresi e registrati di nuovo, visto che non c'era una data di scadenza precisa per il doppiaggio della pellicola.
Nell'adattamento italiano il suo ruolo è stato affidato a Ilaria Latini e, nelle scene da bambina, Domitilla D'Amico. Nel ridoppiaggio Netflix della serie e di Death & Rebirth e The End è stata doppiata da Sara Labidi. In inglese è interpretata da Tiffany Grant. Miyamura dichiarò che dopo aver incontrato Grant il suo approccio nei confronti di Asuka cambiò; prima si sentiva maltrattata e sola, arrivando a odiare Asuka e Evangelion, ma dopo aver condiviso i propri pensieri con la doppiatrice inglese iniziò ad apprezzarla e ad amarla. Nel doppiaggio spagnolo della serie animata e del lungometraggio Death & Rebirth è stata interpretata da Ana Palejà, da Iris Largo in The End of Evangelion e da Graciela Molina nella nuova versione cinematografica. In un successivo doppiaggio della serie il suo ruolo è stato affidato a Georgina Sanchez. In catalano è interpretata dalla doppiatrice Nuria Trifol, eccezion fatta per i Rebuild of Evangelion, in cui è doppiata da Ana Pallejà. Nell'adattamento latinoamericano è doppiata da Norma Echevarría e nei Rebuild of Evangelion da Azucena Martínez. In lingua tedesca e in portoghese è interpretata da Julia Ziffer e Fernanda Bulara. Nell'adattamento francese il ruolo è stato affidato a diverse doppiatrici: nella serie animata e in Evangelion 2.0 a Marjolaine Poulain, nei due lungometraggi conclusivi del 1997 a Françoise Escobar e a Céline Melloul in Evangelion 3.0. Per l'uscita su Netflix è stata ridoppiata da Stephanie McKeon in inglese, Emilie Rault in francese, Vera Bosch in spagnolo e Johanna Dost in tedesco.

## Biografia del personaggio

Asuka sulla copertina del quarto VHS della versione italiana della serie

Asuka Sōryū Langley nasce il 4 dicembre 2001. È la figlia della dottoressa Kyōko Sōryū Zeppelin, impiegata di un centro di ricerca chiamato Gehirn; pur avendo sangue giapponese e tedesco, la ragazza acquisisce la cittadinanza statunitense. Nel 2005 sua madre funge da cavia in un esperimento di contatto con l'Unità Evangelion 02; a causa di un incidente occorso durante l'esperimento Kyōko subisce un collasso mentale e finisce in ospedale. Durante il ricovero la scienziata dà prova di infermità mentale e diventa incapace di riconoscere Asuka. La piccola è ferita dal comportamento della madre, che parla a una bambola credendo che sia sua figlia. Poco dopo la bambina viene scelta come Second Children. Asuka, credendo che la sua selezione da pilota possa indurre la madre a riconoscerla nuovamente, corre da lei ad annunciarle la notizia, ma trova il suo cadavere appeso al soffitto dell'ospedale. Rimane traumatizzata dal suicido della madre e adotta da quel momento in poi quale unica ragione di vita la propria autoaffermazione, sostenendo allenamenti specifici per diventare pilota e incontrare l'approvazione delle altre persone.
All'età di quattordici anni, dopo essersi laureata, Asuka parte col suo Eva-02 per il quartier generale della Nerv sulla flotta navale delle Nazioni Unite, accompagnata da un uomo di nome Ryōji Kaji, suo nuovo tutore legale. Durante il viaggio incontra Shinji Ikari, Third Children e pilota dell'Eva-01, e i suoi nuovi compagni di classe Kensuke Aida e Tōji Suzuhara. Poco dopo la flotta viene attaccata dal sesto angelo, Gaghiel. Asuka, vedendo in questo avvenimento una buona occasione per dimostrare le proprie capacità, lascia entrare Shinji nel proprio Eva-02; operando in armonia con l'unità Evangelion, i due riescono a distruggere il nemico. Il 21 settembre del 2015 viene inserita nella classe 2-A della prima scuola media comunale di Neo Tokyo-3 e si trasferisce nell'appartamento di Misato Katsuragi, maggiore del reparto operativo della Nerv e sua nuova tutrice, sotto lo stesso tetto di Shinji.
Con il tempo nella sua mente cominciano a riaffiorare i ricordi del doloroso passato, che compromettono la sua stabilità emotiva e fanno calare drasticamente il suo tasso di sincronia con l'Unità 02. Quando sull'orbita satellitare terrestre compare il quindicesimo angelo, Arael, Asuka intercetta il nemico, ma, prima che ella possa andare all'assalto, Arael attacca la psiche della ragazza, facendo riaffiorare il suo trauma. In seguito alla disfatta del nemico la giovane si rifugia a casa della sua compagna di classe Hikari Horaki, interrompendo così la convivenza con Shinji e Misato. Nella battaglia con l'angelo successivo, Armisael, il suo tasso di sincronia cala ulteriormente, precludendole ogni possibilità di attivare l'Evangelion. Precipitata in uno stato di depressione, fugge di casa, ma viene recuperata dagli uomini del reparto servizi segreti della Nerv praticamente invalida e viene ricoverata d'urgenza in ospedale.
In The End of Evangelion viene fatta salire nuovamente a bordo dell'Eva-02 per ordine del maggiore Katsuragi. All'interno dello 02 Asuka sente la presenza di sua madre e decide di combattere di nuovo. In soli tre minuti affronta nove unità Evangelion chiamate Mass Production Model, infliggendo loro gravi danni. Dopo il combattimento però viene ferita alla testa da una loro replica della lancia di Longinus; nonostante l'apparente sconfitta, i nove Evangelion nemici si riattivano e si rialzano, attaccando e sfregiando il corpo del nemico e segnando la sua definitiva sconfitta. Alla fine del lungometraggio, una volta fallito il Perfezionamento, si risveglia su una spiaggia deserta accanto a Shinji. Il giovane tenta di strozzarla, ma Asuka gli accarezza la guancia, e Shinji allenta la presa.

## Personalità
Asuka è una ragazza energica, orgogliosa, intraprendente e dal carattere coraggioso e risoluto. Tende a guardare dall'alto verso il basso le altre persone e desidera essere costantemente al centro dell'attenzione. Benché normalmente dimostri un atteggiamento testardo ed esuberante, in alcuni momenti esibisce un lato più gentile, sensibile e premuroso. I suoi modi, bruschi e impulsivi, suscitano spesso l'antipatia delle altre persone, che non comprendono le reali intenzioni della ragazza. A differenza di Shinji e di Rei, coprotagonisti della serie e suoi colleghi alla Nerv, è fiera del suo ruolo di pilota e si impegna con entusiasmo nelle missioni; tuttavia, nonostante il suo carattere apparentemente forte, aggressivo e competitivo, Asuka soffre dello stesso senso di alienazione dei compagni. In realtà l'ostentata competitività della ragazza trae origine dalla sua esperienza infantile, segnata dalla malattia mentale e dal conseguente suicidio della madre Kyōko. Asuka affronta la perdita subita immergendosi nel proprio orgoglio, sino a diventare indisposta a ogni tipo di aiuto o consiglio, adottando come unica raison d'être la forza e l'affermazione personale. Ella pilota l'Unità 02 per soddisfare il proprio orgoglio e il suo intimo desiderio di accettazione, bramando di essere considerata, secondo le sue stesse parole, «una pilota d'élite che proteggerà l'umanità».
Il suo comportamento denota un carattere contraddittorio e pieno di sentimenti contrastanti: Asuka, nonostante l'apparente risolutezza, ha un carattere fragile ed è tormentata dalla paura di non essere necessaria. La sua eccessiva fiducia in se stessa la porta a scontrarsi con Shinji Ikari, e, con il proseguire degli episodi e delle battaglie contro gli angeli, perdendo a poco a poco la fiducia in se stessa, viene psicologicamente e fisicamente provata. Anche la morte di Kaji, pilastro della sua vita affettiva, e la selezione del Fourth Children, Tōji Suzuhara, contribuiscono a far precipitare il suo orgoglio ferito. Dopo aver ostentato per tanto tempo le proprie capacità la Second Children arriva a mettere in dubbio il senso della propria vita e della propria identità. Il crollo è di tale portata da spingerla a evitare ogni tipo di contatto umano e a rifugiarsi a casa della sua amica Hikari Horaki, senza staccarsi dai videogiochi e senza mai incontrare lo sguardo degli altri. Sopraffatta dalla paura di restare da sola, la giovane dimostra di avere un grande e morboso bisogno dell'Eva, ancor di più di quanto ne abbia Shinji. In una scena del venticinquesimo episodio insulta il proprio Evangelion chiamandolo «rottame», per poi ammettere che: «Il rottame sono io. A nessuno può servire un pilota di Eva incapace di pilotare».
Asuka è stata descritta dalla sua doppiatrice Miyamura come una «perfezionista». Altri conflitti affliggono il suo rapporto con la First Children, Rei Ayanami, che disprezza chiamandola con i nomignoli di "allieva modello" (優等生?, yūtōsei) e di "bambola meccanica". In una scena del ventiduesimo episodio, ad esempio, Rei si confessa pronta a morire per Gendō Ikari, comandante supremo della Nerv, suscitando l'ira di Asuka, che la prende a schiaffi e confessa di odiarla da sempre. Poco dopo Rei aiuta la compagna durante il combattimento contro l'angelo Arael, avvenimento che però ferisce ancor più profondamente l'orgoglio della Second Children, contribuendo a farla precipitare nella disperazione. Il carattere ambivalente e tormentato di Asuka ha portato Tiffany Grant, doppiatrice nordamericana del personaggio, a difenderla da delle critiche. La ragazza, secondo Grant, benché apparentemente «fastidiosa e arrogante», celerebbe delle motivazioni più profonde intuibili soltanto negli ultimi episodi: «Credo che in fondo non ci sia nulla che non vada in lei. Ha però difficoltà nel comunicare i propri veri sentimenti. Vuole solamente essere amata».

### Versioni alternative
In una scena dell'ultimo episodio della serie animata viene presentato un universo alternativo con una storia completamente differente rispetto alle puntate precedenti, in cui Asuka è una normale studentessa delle scuole medie e un'amica d'infanzia di Shinji Ikari. Nella realtà alternativa della puntata le unità Evangelion non sono mai esistite, ragion per cui Asuka non ha vissuto nessun trauma infantile per via della madre Kyōko. Una versione degli eventi simile è rintracciabile nel manga Neon Genesis Evangelion The Shinji Ikari Raising Project, Evangelion Iron Maiden e nello spin-off Petit Eva - Evangelion@School. La ragazza in quest'ultimo scenario si comporta nei confronti di Shinji come una sorella. In Shin seiki Evangelion - Kōtetsu no girlfriend 2nd invece entra apertamente in conflitto con Rei Ayanami per contendersi le attenzioni romantiche di Shinji.
Nel manga di Neon Genesis Evangelion, illustrato e scritto da Sadamoto, Asuka ha i capelli biondi, ha un carattere più immaturo della propria controparte animata e il suo passato è differente; pur avendo un trascorso simile per via della mamma, nel manga ella è stata concepita tramite fecondazione artificiale, come frutto di un esperimento di eugenetica. Nella sua prima battaglia effettiva contro Gaghiel, che nella serie classica affronta assieme a Shinji nella stessa unità Evangelion, combatte da sola, mentre Shinji guarda in un secondo momento lo scontro registrato su un proiettore della Nerv. Lei e il collega, come nella serie classica, si allenano per combattere a ritmo di musica contro l'angelo Israfel; Sadamoto ideò l'allenamento come una sorta di bacio fra i due, sottolineandone la connessione spirituale. Il sito Kotaku ha notato come la relazione fra lei e Shinji sia meno approfondita, rimanendo comunque dipendente nei confronti di Kaji. Nella serie originale inoltre lei e Kaworu non interagiscono mai, mentre nel fumetto Kaworu viene introdotto prima, suscitando subito l'antipatia della ragazza.
Ulteriori differenze vengono presentate negli ultimi capitoli del manga, corrispondenti agli eventi del lungometraggio The End of Evangelion. Nel lungometraggio l'Eva-02 viene smembrato dagli Eva Series prima dell'arrivo di Shinji, mentre nel fumetto il Third Children riesce a intervenire in battaglia in sua difesa. Nel capitolo finale del fumetto, in seguito al rifiuto del Perfezionamento di Shinji, quest'ultimo vive in un mondo in cui in Giappone nevica di nuovo e in cui le persone non sembrano aver memoria degli eventi da poco passati. Il Third Children, in viaggio su un treno per l'Istituto Myoujyou, incontra una ragazza simile ad Asuka. Secondo Sadamoto la ragazza non è proprio Asuka, ma il simbolo «di una donna attraente, una donna che Shinji può incontrare anche nel nuovo mondo».

#### Rebuild of Evangelion
Ulteriori differenze nella storia e caratterizzazione del personaggio figurano nella tetralogia cinematografica Rebuild of Evangelion, in cui Asuka viene introdotta nel secondo capitolo, Evangelion: 2.0 You Can (Not) Advance, e con il cognome di Shikinami Langley. Sembra che questo cambio di nome sia stato frutto di una precisa scelta di Hideaki Anno, il quale ha inoltre modificato il passato del personaggio. Durante la pellicola la ragazza, che alla Nerv ha il ruolo di capitano, affronta il settimo angelo con il proprio Eva-02 e viene designata pilota dell'Eva-03, laddove nella serie originale il ruolo era stato di Tōji Suzuhara. Nel corso degli eventi inoltre gioca spesso ai videogiochi e cerca di cucinare qualcosa per Shinji. Rispetto alla sua controparte originale Asuka Shikinami sembra anche più aperta e vulnerabile: in una delle scene del lungometraggio, ad esempio, si confida per la prima volta a qualcuno parlando genuinamente dei propri sentimenti con Misato, non prova alcuna infatuazione per Ryōji Kaji e mantiene un rapporto più affettuoso e pacifico con Shinji. In fase di produzione lo sceneggiatore Yōji Enokido ha aggiunto una scena notturna in cui la ragazza, sentendosi sola, entra senza permesso nella camera del compagno, dormendo insieme a lui. All'inizio della pellicola la giovane rifiuta con forza ogni tipo di contatto con le altre persone e Shinji, per poi provare gelosia nei suoi confronti e un certo interesse per i suoi sentimenti.
Nel capitolo seguente, Evangelion: 3.0 You Can (Not) Redo, ambientato a distanza di quattordici anni dal precedente lungometraggio, Asuka lavora con Misato per la Wille, un'organizzazione nata per distruggere la Nerv, e riserva un atteggiamento freddo nei confronti di Ikari, ritenendolo responsabile della quasi distruzione del pianeta. Avendo perso la sua umanità in seguito al contatto con il decimo angelo ella non è più umana, dunque non può vivere più con le altre persone. Come tutti gli altri piloti non cresce e non diventa fisicamente adulta, a causa di quella che lei stessa definisce "la maledizione degli Eva"; solo i suoi capelli crescono, mentre il resto del corpo rimane quello di una quattordicenne. Asuka è inoltre protagonista di un breve manga chiamato Evangelion: 3.0 You Can (Not) Redo (-120 min), sceneggiato da Kazuya Tsurumaki e con disegni di Mahiro Maeda e Hidenori Matsubara. Qui Shikinami si prepara con Mari Illustrious Makinami per la missione di recupero dell'Unità 01, nello spazio assieme a Shinji, decidendo di indossare la sua vecchia tuta per indurre il compagno a riconoscerla.
Nella pellicola seguente, Evangelion: 3.0+1.0 Thrice Upon a Time, Asuka, Rei e Shinji giungono in una piccola città composta da sopravvissuti al Third Impact chiamata Villaggio 3. Qui Shikinami vive separata dagli altri esseri umani, che chiama Lilin, assieme a Kensuke Aida. Nel corso del lungometraggio va a controllare spesso lo stato di Shinji, affranto e quasi catatonico, in silenzio. Miyamura ha descritto il suo come l'atteggiamento di una madre «che lascia con discrezione del cibo davanti alla stanza del figlio per vedere come sta». Shikinami alla fine costringe Shinji, completamente inerme e senza più voglia di continuare a vivere, a mangiare infilandogli forzatamente del cibo in bocca, e per la doppiatrice il suo ruolo sarebbe quello di essere contemporaneamente «gentile e severa» nei confronti del ragazzo. Successivamente Asuka sale assieme a Shinji sulla nave della Wille, la Wunder, preparadosi con Mari Makinami per una missione in Antartide, epicentro del Second Impact. Qui Asuka, a bordo del suo Eva-02, cerca di neutralizzare l'Eva-13, ma viene ostacolata dall'AT Field del proprio Evangelion. Pur di completare la missione Shikinami toglie una benda sul proprio occhio e attiva la modalità 999; Asuka rinuncia così alla propria umanità, manifestandosi come nono Angelo e trasformando l'Eva-02 in un gigante di luce. L'Eva-13 si risveglia e la paralizza, e Asuka incontra un'altra sé stessa, l'Asuka originale. Viene dunque rivelato che ella è solo una dei tanti cloni della serie Shikinami, l'unica rimasta. Durante il Perfezionamento Asuka si lamenta del fatto che non abbia un genitore che si prenda cura di lei, e Kensuke, vestito come la sua bambola di pezza, le dice che andrà tutto bene e che «Asuka è Asuka, e questo ti è sufficiente». Shikinami, visibilmente cresciuta, si risveglia infine su una spiaggia e saluta Shinji; anche Mari la saluta, dicendo: «Principessa, abbi cura di te».
Nel corso di 3.0+1.0 alla fine la giovane confessa i suoi sentimenti a Shinji dicendo di averlo amato; per Miyamura la frase non implicherebbe che il suo amore sia finito o che adesso ami qualcun altro, ma che «voleva solo dirgli questo con sincerità». L'attrice ha inoltre sottolineato più volte di non aver interpretato la relazione fra Kensuke e Asuka come di tipo romantico, visto che Asuka è ancora fisicamente quattordicenne; secondo lei Kensuke sarebbe solo una sorta di figura paterna. Anche Anno ha espresso dei commenti simili al riguardo. Secondo Miyamura: «Kensuke è un posto caldo per chi si sente solo o vuole sentirsi al sicuro». Tetsuya Iwanaga, interprete giapponese di Kensuke, ha descritto il proprio personaggio come «un amico dal quale Asuka non è mai riuscita a separarsi». In un'intervista inoltre Iwanaga ha dichiarato di aver interpretato la scena in cui si vede Kensuke travestito dalla bambola di pezza della ragazza come una metafora del suo rapporto paterno con Shikinami, visto che lui è diventato «il supporto che ha salvato Asuka». Miyamura invece ha interpretato una scena in cui Asuka dice «stupi-Shinji» come una «lettera d'amore» per tutti coloro che hanno supportato la coppia negli anni precedenti. Secondo lei inoltre l'Asuka originale della serie Shikinami non è Asuka Soryu, visto che le hanno chiesto di interpretarle come se fossero due personaggi diversi.

## Psicologia
Nel ventiduesimo episodio della serie è presente un lungo monologo interiore di Asuka, contrassegnato da una serie di immagini e di vocaboli atti a ricreare un flusso di coscienza, cioè la libera associazione di pensieri, ricordi e rappresentazioni semantiche di un soggetto studiata e analizzata dal medico Sigmund Freud. Dal monologo risulta che in termini psicologici e psicoanalitici la giovane soffra di dipendenza, opposizione, compensazione, razionalizzazione, identificazione primaria e di protesta virile (男性的抗議?, dansei-teki kōgi). La protesta virile in psicologia rappresenta l'insieme delle tendenze esageratamente mascoline riscontrabili in alcune donne stanche del ruolo sociale solitamente assegnato al genere femminile: Asuka infatti considera i suoi coetanei di genere maschile come rivali a cui dimostrare le proprie capacità e soffre di un marcato complesso emotivo nei confronti del sesso opposto, fondendo insieme una rivalità radicale e un latente complesso di inferiorità. La protesta virile della ragazza si riflette nelle sue forti tendenze misandriche, che la rendono dominata dalla necessità di battere i propri coetanei e ossessionata dall'idea di realizzare il suo desiderio di affermazione personale. Nonostante la sua profonda sfiducia nei confronti del sesso maschile Asuka prova un particolare senso di ammirazione nei confronti del suo tutore, Ryōji Kaji. La rivista Newtype ha notato come ella in alcune occasioni arrivi a picchiare i ragazzi suoi coetanei, dimostrandosi però gentile nei confronti del tutore. La sua dipendenza nei confronti di Kaji nasconde in realtà il bisogno inconscio di trovare una figura di riferimento a cui appoggiarsi e su cui costruire la propria affettività. La sua infatuazione la porta inoltre a provare gelosia nei confronti dell'uomo e a tentare di sedurlo.
«Asuka non è il personaggio più aperto che abbia interpretato. [...] Ogni volta che cercavo di ottenere un tasso di sincronia più alto, Asuka non permetteva a se stessa di sincronizzarsi con me. Perfino alla fine, lei non ha mosso un piede oltre quella soglia, in modo da comunicare con me. Un giorno capii che c'era un muro nel cuore di Asuka.»

— Yūko Miyamura, doppiatrice originale di Asuka
La protesta virile e la misandria spiegano le espressioni più caratteristiche della Second Children, come «Sei un uomo, no?», generalmente volte ad annichilire la virilità del suo interlocutore e tipicamente rivolte al suo collega Shinji, per il quale prova sia interesse, sia ostilità. I due ragazzi, a causa della propria intima fragilità e delle proprie insicurezze, non riescono a comunicare emotivamente, continuando però a bramare e provare un certo interesse affettivo reciproco. L'eccessivo orgoglio di Asuka le impedisce di ammettere a se stessa di ricambiare i sentimenti del rivale e, con il progredire degli eventi e delle battaglie, i suoi sentimenti di amore e odio si intensificano. In una scena del quindicesimo episodio della serie televisiva, ad esempio, i due giovani si scambiano un bacio sotto proposta della stessa Second, che però inizia a sviluppare un profondo complesso di inferiorità nei confronti del compagno.
Secondo la rivista Newtype Shinji prova qualcosa per Asuka, mentre lei sembra frustrata, lasciando intendere «che i suoi sentimenti siano meno forti di quel che sembra». Secondo la critica Susan J. Napier ci si potrebbe aspettare che i due ragazzi, vista l'evidente tensione sessuale, sviluppino attrazione romantica l'uno verso l'altra, ma tali sentimenti vengono sommersi dall'intenso senso di competizione di lei. Napier ha inoltre notato come Shinji provi paura e attrazione nei confronti delle donne che lo circondano, come Rei o Misato, ma «soltanto Asuka viene erotizzata esplicitamente». In una scena del lungometraggio The End of Evangelion si vede Asuka su un letto mentre parla con un'espressione infuriata, interpretata dagli scrittori Kazuhisa Fujie e Martin Foster come una rappresentazione della libido di Shinji. La ragazza viene inquadrata mentre ha un rapporto sessuale con il compagno, in una posizione descritta da un libro ufficiale sulla serie come «della cowgirl». Secondo un gioco di carte di Evangelion, inoltre, né Yui, né Rei e né Misato potevano fare da donna per Shinji, mentre Asuka, unica ragazza alla pari con lui, diventa il centro del suo desiderio, usandola però come un oggetto per consolare sé stesso e finendo con il ferirla. Nonostante questo, nell'ultima scena Shinji incontra Asuka nel mondo nuovo dopo il suo rifiuto del Perfezionamento, proprio come lui aveva desiderato.
L'ostentato amor proprio del personaggio rappresenta un atto di compensazione psicologica, volto a far riconoscere la propria esistenza agli occhi delle altre persone. In seguito alla malattia mentale della madre Asuka reprime la propria tristezza e decide di non piangere più e di comportarsi da adulta, condotta che può essere accostata al meccanismo di difesa noto come formazione reattiva, per cui un desiderio inconscio inaccettabile viene sostituito con un atteggiamento opposto. I suoi ricordi legati alla madre vengono poi repressi e allontanati dalla coscienza, mediante un meccanismo di difesa chiamato rimozione, anch'esso studiato dalla psicoanalisi. Negli ultimi episodi della serie però i ricordi rimossi riaffiorano nella coscienza; provata dagli eventi, Asuka sviluppa un profondo disgusto nei confronti di se stessa e incomincia a provare ansia all'idea di essere abbandonata nuovamente. Tale comportamento è imputabile a un disturbo d'ansia da separazione, riscontrabile nei bambini piccoli insicuri che manifestano sentimenti di angoscia al momento di separarsi dai propri parenti stretti o dai propri cari. Nel penultimo episodio è presente inoltre un altro flusso di coscienza della ragazza; durante il monologo compare la didascalia "atti affettivi" (愛着行動? lett. "comportamento di attaccamento"). La parola attaccamento in psicologia si riferisce al legame affettivo che si instaura fra la madre e il proprio figlio; Asuka dunque sale a bordo dell'Eva-02 come un bambino che si aggrappa istintivamente alla propria figura materna.

## Riferimenti culturali e interpretazioni
I critici hanno notato come Asuka sia iconograficamente e psicologicamente opposta a Rei Ayanami, altra protagonista di Neon Genesis Evangelion e sua collega pilota. Rei ha i capelli azzurri e gli occhi rossi ed è spesso associata alla Luna, mentre Asuka ha i capelli rossi e gli occhi azzurri e viene presentata nell'ottavo episodio stagliata dal Sole. Rei è anche collegata al bianco; lo scrittore Claudio Cordella ha notato come il bianco sia associato nella cultura giapponese alla santità, la luce, l'eternità, mentre il rosso è il colore della sessualità sterile, tradizionalmente scelto dalle ragazze non sposate o dalle geisha per i loro kimono. Lo psichiatra giapponese Kōji Mizobe ha collegato il rosso di Asuka alle mestruazioni, il bianco di Rei all'altruismo, imputando i comportamenti instabili di Asuka a un disturbo narcisistico o a un istrionico di personalità.
I tre Children sono stati paragonati anche ai tre stadi dell'anima umana postulati dalla cabala ebraica: Asuka a Nefesh, fonte della vitalità animale, Shinji a Ru'ah, l'anima, frutto dell'innalzamento dell'uomo dal suo aspetto puramente biologico, e Rei a Neshamah, lo spirito, frutto della connessione fra uomo e Dio. Altri invece hanno collegato Asuka ad Ama-no-Uzume, divinità femminile shintoista associata alla danza e alla sensualità. Lo scrittore Dennis Redmond invece ha notato come l'Eva-01 del protagonista Shinji sia viola, a metà fra l'Eva-00 blu di Rei e lo 02 di Asuka, descrivendo Rei come un simbolo di «un'interiorità neonazionale vuota» e poetica, mentre Asuka come uno specchio di una pragmatica e «oltraggiosa esteriorità multinazionale». Secondo Polygon le due ragazze sarebbero due sfumature dello stesso spettro del femminile, nessuna delle quali buona o cattiva in sé, che Shinji deve riconoscere come individui autonomi superando il complesso Madonna-Prostituta postulato da Freud, cioè l'incapacità di alcuni uomini di vedere le donne nelle proprie sfumature individuali, percependole invece in maniera dicotomica o come esseri angelici o come entità malefiche.
Kōji Mizobe ha descritto Asuka come una ragazza per certi aspetti simile a Shinji, nel suo bisogno di approvazione e nella sua incapacità di rapportarsi con gli altri. Per lo psicologo i due ragazzi sarebbero un fallimento comunicativo, e la loro caratterizzazione li renderebbe popolari anche alle generazioni che hanno seguito Evangelion dopo più di venti anni dalla prima messa in onda; secondo Mizobe infatti alcuni giovani giapponesi del 2021 hanno le stesse difficoltà comunicative di Asuka e Shinji, potendo così empatizzare con i problemi dei due personaggi e riconoscersi in loro. Il filosofo e critico culturale Hiroki Azuma ha descritto Asuka e gli altri personaggi della serie come personaggi stereotipati, senza caratteristiche individuali o estetiche particolari; Asuka, in particolare, è stata descritta come un «tipico personaggio da anime fantascientifico». Secondo Azuma, però, grazie a tali personaggi stereotipati Anno sarebbe stato capace di «descrivere gli anni novanta».
Per il critico Manabu Tsuribe in The End of Evangelion Asuka rappresenterebbe per Shinji l'Altro, un'altra persona separata da sé con cui non potrà mai diventare una cosa sola. Secondo lui il lungometraggio si concluderebbe proprio nel momento in cui Shinji riconosce Asuka come un'entità separata da sé. Il critico giapponese Akio Nagatomi di The Animé Café, notando come diversi personaggi di Evangelion presentino delle somiglianze con altri di una precedente opera della Gainax e di Anno, Punta al Top! Gunbuster, ha invece descritto Asuka come un corrispettivo di Jung Freud. L'ingegnere Yumiko Yano inoltre ha paragonato lo sguardo spento di Asuka nel ventiquattresimo episodio, rinchiusa in una stanza d'ospedale dopo un crollo psichico ed emotivo, alle bambole dell'artista Katan Amano. Secondo il sito Cinefacts.it Asuka nella stessa puntata tenterebbe il suicidio in una vasca da bagno una volta scontratasi con i propri limiti, collegando tale fatto al Thanatos, la pulsione di morte postulata da Freud.

## Accoglienza

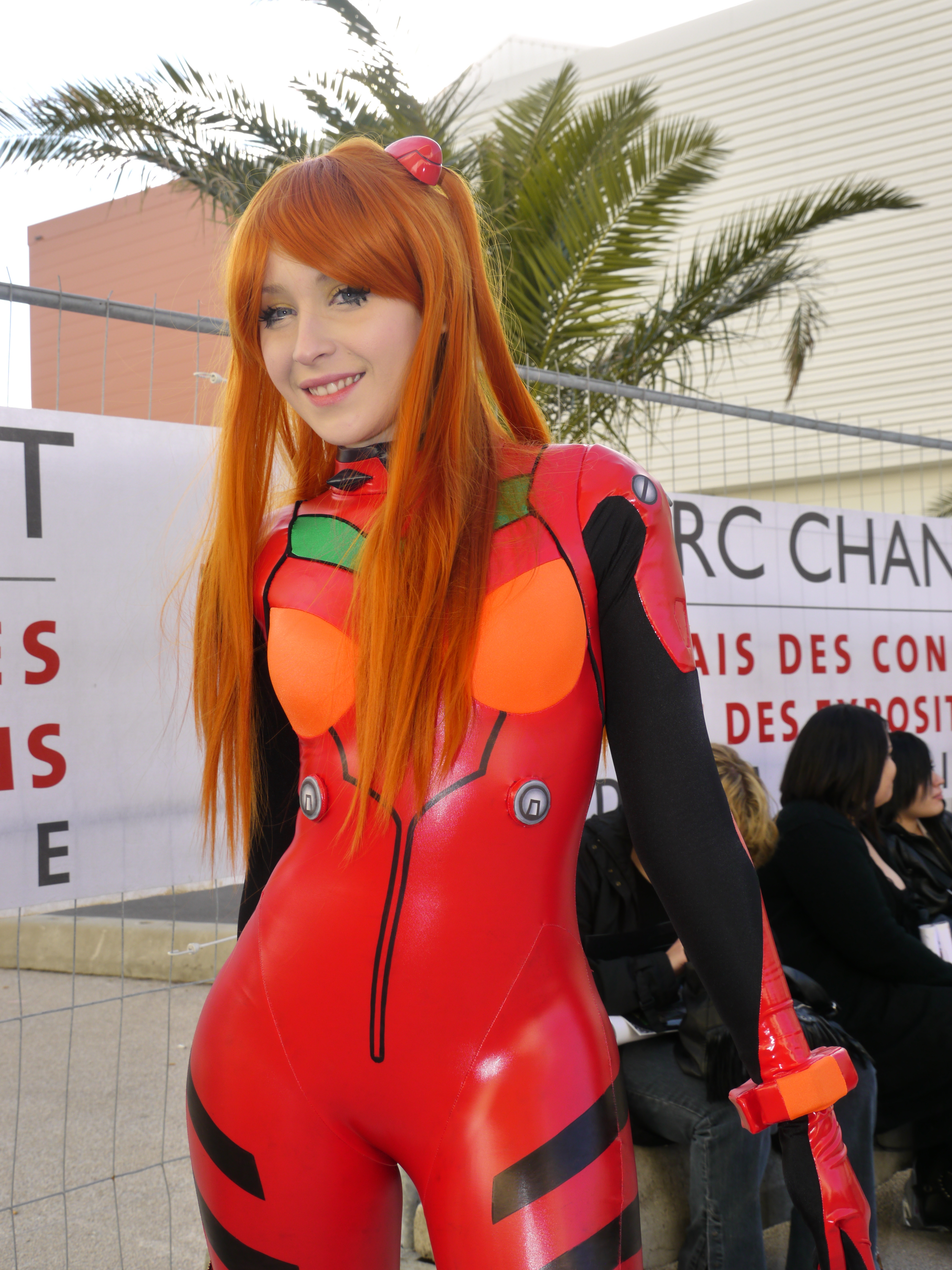
Cosplayer di Asuka al Japan Expo 2011 di Marsiglia

### Pubblico
Immediatamente dopo la conclusione della serie Asuka si posizionò terza fra i personaggi femminili più popolari del momento nell'Anime Grand Prix del 1996, un grande sondaggio condotto annualmente dalla rivista giapponese Animage, dietro alla coprotagonista Rei Ayanami e a Hikaru Shido di Magic Knight Rayearth. Anche negli Anime Grand Prix dei due anni seguenti riuscì a rimanere fra i primi dieci, posizionandosi al quarto e al sesto posto. Asuka, inoltre, comparve per diversi anni nei sondaggi mensili della rivista, rimanendo fra i venti personaggi più popolari nelle indagini del 1996, del 1997 e in molte del 1998. Nel 1999 Animage la nominò al quarantesimo posto fra i personaggi più popolari di sempre.
Anche la rivista specializzata Newtype ebbe modo di sottolineare la popolarità del personaggio. Nell'agosto e nel settembre 2009 emerse al primo posto fra i personaggi più apprezzati dai lettori del periodico e rimase il personaggio femminile più popolare di Neon Genesis Evangelion, mentre nel mese di ottobre conquistò il decimo posto. A marzo dell'anno seguente Newtype la elesse terzo personaggio femminile più popolare degli anni novanta, subito dopo Rei Ayanami e Usagi Tsukino di Pretty Guardian Sailor Moon. Nel febbraio 2015, ossia a distanza di venti anni dalla prima messa in onda della serie, riapparve di nuovo nelle classifiche mensili di Newtype, emergendo al sesto posto e battendo molti altri personaggi più recenti.
Nel 2009 il sito web Recochoku chiese ai propri utenti quale eroina animata volessero sposare; nel sondaggio Asuka risultò decima. Risultato diametralmente opposto si registrò nel 2017, anno in cui conquistò il sedicesimo posto di un sondaggio indotto dal sito web Anime! Anime!, che chiese ai propri utenti quale fosse il personaggio femminile con cui non avrebbero mai voluto sposarsi, neanche a costo di morire. Nel 2011 il sito web Biglobe chiese ai propri utenti quale fosse il miglior personaggio femminile moe, sondaggio in cui Asuka emerse al 38º posto.
Nel 2012 l'emittente Fuji TV chiese a circa quattordicimila appassionati quale fosse la miglior eroina animata di sempre, occasione in cui riuscì a conquistare il ventiduesimo posto. Due anni più tardi il sito Anime News Network sottopose ai propri utenti un sondaggio sui migliori piloti dell'animazione giapponese; nell'elenco dei personaggi più votati Asuka Sōryū Langley emerse quinta. Nel 2016 il sito web Charapedia aprì un sondaggio riguardante i migliori studenti trasferiti degli anime e Asuka si classificò al sesto posto, con 270 voti. A luglio 2019 la testata giornalistica Merumo pubblicò i risultati di un'indagine rivolta esclusivamente al pubblico femminile della serie, in cui Asuka apparve al quarto posto fra i personaggi più popolari, a pari merito con Misato Katsuragi. Asuka Shikinami invece conquistò il primo posto fra i personaggi più popolari di Evangelion in un grande sondaggio condotto nel 2020 da NHK. Anche la battuta ricorrente del personaggio, «Ma sei stupido?», ha trovato notorietà, sino a diventare una delle sue caratteristiche più famose.

### Critica
«Se siete appassionati di anime avrete sicuramente sentito parlare di Asuka, anche se non avete mai visto Evangelion. Si è imposta nei sondaggi di popolarità per un motivo, ed è facile capire quale sia. Lei è uno dei personaggi più dinamici della serie, e comanda ogni scena in cui compare. [...] Ho visto questa serie quando ero adolescente, e vedere gli alti e i bassi di Asuka è stato dimostrativo. C'è moltissima verità nei problemi che ha. [...] Non è perfetta, anzi, e in questo c'è molta forza.»

— Noelle Ogawa (Crunchyroll)
I critici e le riviste specializzate di animazione hanno espresso apprezzamenti e critiche nei confronti del personaggio di Asuka. Dei recensori ne hanno criticato il carattere arrogante, scontroso e autoritario. Pete Harcoff di AnimeCritic.com, ad esempio, pur apprezzandone la comicità e la spensieratezza, l'ha descritta come un «fastidioso moccio al naso». Un parere analogo è stato espresso da Raphael See di T.H.E.M. Anime Reviews, che, menzionando gli aspetti negativi di Neon Genesis Evangelion e della caratterizzazione dei suoi personaggi, l'ha definita «una semplice mocciosa arrogante». Lynzee Loveridge di Anime News Network ha inserito il personaggio al settimo posto tra i "peggiori falliti" dell'animazione nipponica. Ramsey Isler di IGN invece l'ha inserita al tredicesimo posto tra i migliori personaggi della storia dell'animazione giapponese. Fra le ragioni della sua scelta Isler ha citato la parabola negativa del personaggio e il realismo della sua caratterizzazione. Secondo lui: «È un personaggio tragico, ma è proprio questo a renderlo così accattivante».
Il sito Comic Book Resources l'ha inserita fra le migliori donne pilote degli anime mecha, definendolo «il più realistico esempio di personaggio tsundere in uno shōnen» e «uno dei personaggi più affascinanti» della storia dell'animazione giapponese. Ritwik Mitra e Chris Shaddock di Screen Rant l'hanno inserita fra i migliori personaggi della serie. Secondo lo scrittore Jay Telotte, inoltre, Asuka «è il primo personaggio plurinazionale realistico in tutta la storia della fantascienza televisiva giapponese». Anche i siti Crunchyroll e Charapedia ne hanno elogiato il realismo e l'originalità; per Charapedia, in particolare: «La descrizione della sua psicologia è realistica e senza forzature, diversamente da quanto avviene per molti personaggi animati».
Anche il suo ruolo nel Rebuild of Evangelion ha attirato critiche ed elogi da parte dei recensori. Simon Abrams di Slant Magazine, recensendo la pellicola Evangelion: 2.0 You Can (Not) Advance, ha rivelato di non aver apprezzato i nuovi sviluppi del suo «accelerato» rapporto con Shinji, che secondo il suo parere avrebbe dovuto avere «il giusto tempo per crescere» ed evolversi. Secondo Eric Surrel, recensore di Animation Insider, l'improvvisa comparsa di Asuka sarebbe «traumatizzante e deprimente» e sarebbe uno dei punti dolenti del lungometraggio, «specie se si considera l'importantissimo ruolo che rivestiva nella trama della serie originale». Brian Miller del LA Weekly apprezzò invece il ruolo di Shikinami, lodando l'«affascinante» corteggiamento di Shinji. The Fandom Post trovò il personaggio trascurato dalla sceneggiatura di Anno, visto il minor spazio dedicatole e l'introduzione di Mari, mentre Renan Fontes di Comic Book Resources giudicò Asuka Shikinami significativamente meno interessante di Langley. UK Anime Network d'altra parte trovò la Asuka del Rebuild un personaggio più umano e con cui è più facile empatizzare rispetto a quella della serie classica. Henrique Padula di IGN invece, recensendo l'ultimo capitolo del Rebuild, Evangelion 3.0+1.0,  ha dichiarato che a parer suo lei e gli altri protagonisti guadagnerebbero nuove sfaccettature, raggiungendo punti mai raggiunti dalla serie classica.

## Influenza culturale emerchandising

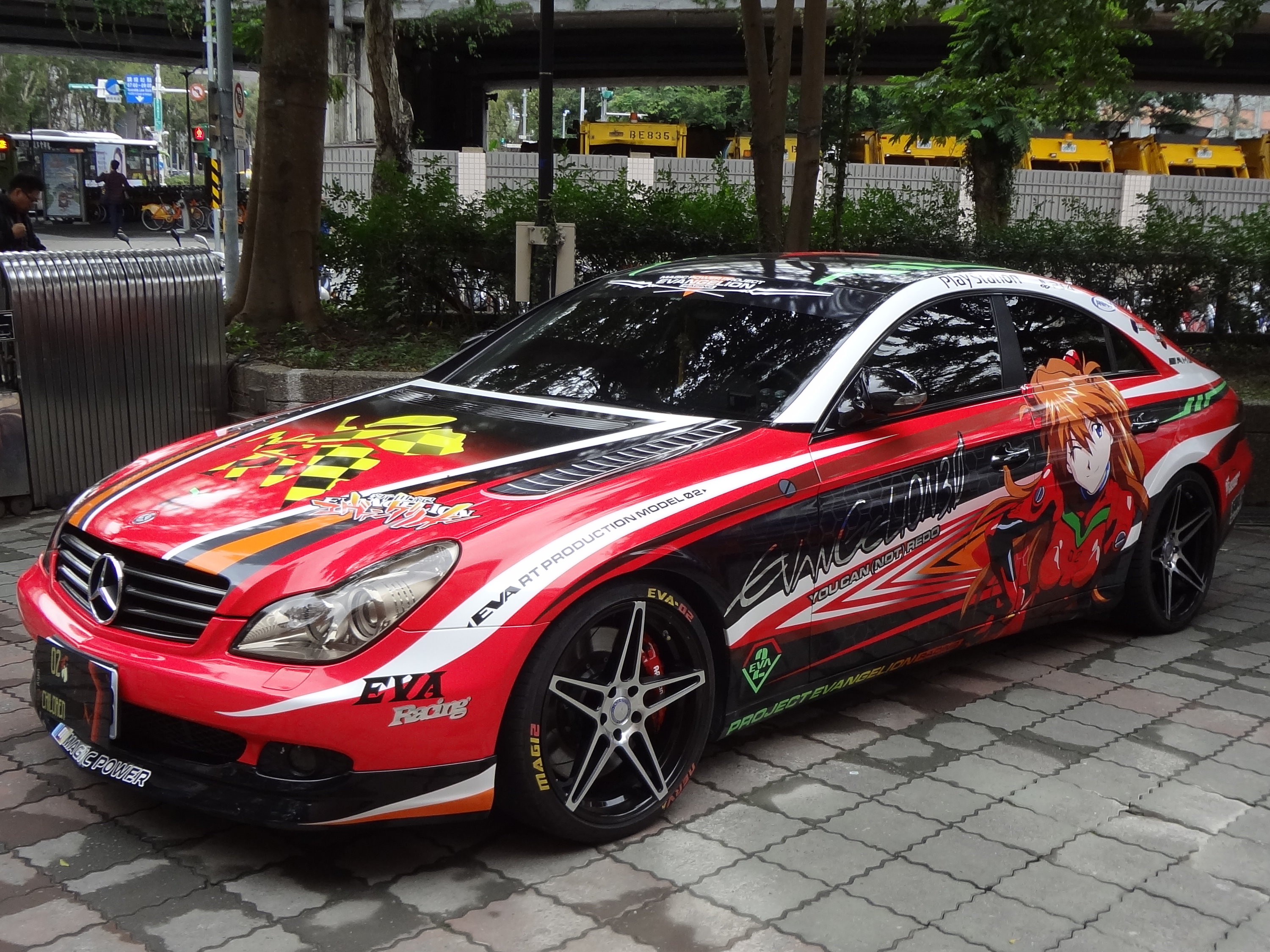
Itasha con una livrea ispirata ad Asuka

Il personaggio di Asuka è stato usato per degli articoli di merchandising sulla serie, come riproduzioni a grandezza naturale, action figure, chitarre, accessori e riproduzioni dei suoi indumenti, intere linee di abbigliamento e costumi da bagno, alcuni dei quali andati immediatamente fuori catalogo. Anche le sue action figure hanno riscosso successo. Secondo lo scrittore giapponese Kazuhisa Fujie degli articoli per la casa con l'immagine di Asuka e le altre protagoniste femminili di Evangelion sono diventati così popolari da essere rimessi in commercio con una seconda edizione.
Il 27 febbraio 1997 la casa editrice giapponese Kadokawa ha pubblicato un libro a lei dedicato intitolato Asuka - Evangelion Photograph (ＡＳＵＫＡ－アスカ－ 新世紀エヴァンゲリオン文庫写真集?). Nel 2008 l'azienda Broccoli invece ha pubblicato un videogioco intitolato Shin seiki Evangelion - Ayanami ikusei keikaku with Asuka hokan keikaku (新世紀エヴァンゲリオン 綾波育成計画 with アスカ補完計画? lett. "Nuovo secolo Evangelion - Il progetto di allevamento di Ayanami con progetto complementare Asuka"), in cui il giocatore assume il compito di accudire i personaggi di Asuka e di Rei Ayanami. Nel 2019 la Bandai ha annunciato un gioco di carte dedicato a Eva intitolato Evangelion Card Game; uno dei due mazzi del gioco, chiamato Ev02, è dedicato ai personaggi di Kaworu e Asuka.
Otre che nei videogiochi tratti dalla serie animata originale Asuka è stata usata in dei media non appartenenti al franchise di Evangelion, come nei videogiochi Monster Strike, Super Robot Wars, Tales of Zestiria, Puzzle & Dragons, Keri hime sweets, Summons Board, Puyopuyo!! Quest e in un episodio dell'anime Shinkansen henkei robo Shinkalion. Delle celebrità giapponesi l'hanno omaggiata effettuandone un cosplay; fra i personaggi dello spettacolo che hanno indossato i suoi panni figurano l'attrice Saki Inagaki, Haruka Shimazaki e la cantante Hirona Murata, membro del gruppo giapponese 9nine. Nel 2019 Lai Pin-yu, membro del PPD e dello Yuan legislativo di Taiwan, ha tenuto dei comizi elettorali vestita da Asuka, guadagnando così popolarità. Secondo Comic Book Resources, inoltre, il suo è uno dei personaggi più popolari e diffusi del panorama cosplay.
Asuka è stata citata e parodiata da Excel, protagonista femminile della serie Excel Saga, e alcuni dei suoi tratti estetici e caratteriali sono stati ripresi per la creazione di alcuni personaggi seguenti. La critica ha individuato in lei uno dei più popolari e influenti esempi dello stereotipo tsundere, termine usato per indicare personaggi scontrosi, assertivi e autoritari, caratterizzati spesso da un lato nascosto più gentile, empatico e insicuro, celato a causa di trascorsi burrascosi o esperienze traumatiche. Comic Book Resources, ad esempio, ha paragonato ad Asuka Asuna Yūki di Sword Art Online, Rin Tōsaka di Fate/stay night, Kyō Sōma di Fruits Basket e Taiga Aisaka di Toradora!. Altri personaggi che sono stati paragonati ad Asuka sono Mai Shibamura di Gunparade March, Michiru Kinushima di Plastic Memories e D.Va del videogioco Overwatch. Anche il gruppo giapponese L'Arc~en~Ciel l'ha omaggiata in una canzone intitolata Anata (あなた? lett. "tu"). Ulteriori riferimenti sono stati individuati in altre serie animate giapponesi, come Sayonara Zetsubō-sensei, Wotakoi - L'amore è complicato per gli otaku, Sfondamento dei cieli Gurren Lagann e Sword Art Online, in cui viene parodiata una scena di lei e Rei in ascensore del ventiduesimo episodio.